# こよかよしの
こよか よしのは、日本の漫画家、イラストレーター。静岡県出身。同人活動やコミカライズ作品等で活動する。

## 概要
主に同人誌や商業誌を中心に活躍している。『まんがタイムきららフォワード』では「Rusty bloom〜ラスティブルーム〜」を連載していた。現在は『コミックアライブ』で「緋弾のアリア」のコミカライズ作品を連載している。

## 主要作品

### コミカライズ
- 緋弾のアリア（原作：赤松中学、コミックアライブ（メディアファクトリー）2009年11月号より連載。10月号の冒頭に予告編が掲載された。原作8巻以降は物語のターニングポイントを迎えるたびに『緋弾のアリア 紫電の魔女』、『緋弾のアリア Gの血族』と副題がつくようになる。
- メカウデ（原作：TriF、編集：ナンバーナイン。LINEマンガ、イーブックジャパンにて2022年9月より連載）

### オリジナル
- Rusty bloom〜ラスティブルーム〜（まんがタイムきららフォワード（芳文社）増刊号Vol.1よりVol.10まで連載）
- やみキュン!（さくらハーツ（日本文芸社）6号よりコミックヘヴン（日本文芸社）7号まで連載）
- 魔法少女なら1105室にいます。（コミックヘヴン（日本文芸社）9号より17号まで連載）